# Titan(IV)-sulfat
Titan(IV)-sulfat ist eine anorganische chemische Verbindung des Titans aus der Gruppe der Sulfate.

## Gewinnung und Darstellung
Titan(IV)-sulfat kann durch Reaktion von Titan(IV)-chlorid mit Schwefeltrioxid in Sulfurylchlorid gewonnen werden.
{\displaystyle {\ce {TiCl4 + 6 SO3 -> Ti(SO4)2 + 2 Cl2}}}
Eine Darstellung durch Reaktion von Titandioxid mit Schwefelsäure ist ebenfalls möglich.
{\displaystyle {\ce {TiO2 + 2 H2SO4 -> Ti(SO4)2 + 2 H2O}}}

## Eigenschaften
Titan(IV)-sulfat ist ein hygroskopischer farbloser Feststoff. Neben dem Anhydrat ist auch ein Tetra- und Nonahydrat bekannt. Er löst sich in konzentrierter Schwefelsäure und geht beim Verdünnen der Lösung in Titanoxidsulfat über.
{\displaystyle {\ce {Ti(SO4)2 + H2O -> TiO(SO4) + H2SO4}}}

## Verwendung
Titan(IV)-sulfat wird als Zwischenprodukt zur Herstellung anderer chemischer Verbindungen (wie zum Beispiel Titandioxid) verwendet.